# Championnat d'Iran de football 1999-2000
Navigation
Saison précédente Saison suivante
La saison 1999-2000 du Championnat d'Iran de football est la dix-huitième édition du championnat national de première division iranienne. Les quatorze meilleurs clubs du pays prennent part au championnat organisé par la fédération. Les équipes sont regroupées au sein d'une poule unique, où elles rencontrent leurs adversaires deux fois, à domicile et à l'extérieur. À l'issue du championnat, pour réduire le championnat de 14 à 12 équipes, les quatre derniers du classement sont relégués et remplacés par les deux meilleures équipes de deuxième division.
C'est le club de Persepolis FC, tenant du titre, qui remporte à nouveau la compétition après avoir terminé en tête du classement final, avec sept points d'avance sur l'Esteghlal Teheran et dix sur le club de Fajr Sepasi. C'est le 7e titre de champion d'Iran de l'histoire du club, le quatrième en cinq saisons.

## Les clubs participants
| - Esteghlal Teheran - Persepolis FC - Zob Ahan FC - Saipa Karaj - Paas Teheran - Chooka Talesh - Aboomoslem Mechhad | - Fajr Sepasi - Bahman Karaj Football Club - Promu de D2 - Sepahan Ispahan - Irsotter Noshahr - Promu de D2 - Teraktor Sazi - Sanat Naft - Foolad Ahvaz |

## Compétition

### Classement
Le classement est établi sur le barème de points classique (victoire à 3 points, match nul à 1, défaite à 0).
| Rang | Équipe              | Pts | J  | G  | N  | P  | Bp | Bc | Diff |
| ---- | ------------------- | --- | -- | -- | -- | -- | -- | -- | ---- |
| 1    | Persepolis FC T     | 54  | 26 | 15 | 9  | 2  | 45 | 23 | +22  |
| 2    | Esteghlal Teheran C | 47  | 26 | 12 | 11 | 3  | 32 | 16 | +16  |
| 3    | Fajr Sepasi         | 44  | 26 | 11 | 11 | 4  | 37 | 18 | +19  |
| 4    | Sepahan Ispahan     | 42  | 26 | 11 | 9  | 6  | 28 | 19 | +9   |
| 5    | Zob Ahan FC         | 39  | 26 | 11 | 6  | 9  | 35 | 29 | +6   |
| 6    | Teraktor Sazi       | 38  | 26 | 10 | 8  | 8  | 30 | 26 | +4   |
| 7    | Paas Teheran        | 35  | 26 | 9  | 8  | 9  | 35 | 31 | +4   |
| 8    | Bahman Karaj FC P   | 34  | 26 | 8  | 10 | 8  | 24 | 26 | -2   |
| 9    | Saipa Karaj         | 31  | 26 | 6  | 13 | 7  | 24 | 21 | +3   |
| 10   | Foolad Ahvaz        | 29  | 26 | 7  | 8  | 11 | 30 | 33 | -3   |
| 11   | Aboomoslem Mechhad  | 28  | 26 | 7  | 7  | 12 | 32 | 39 | -7   |
| 12   | Sanat Naft          | 27  | 26 | 6  | 9  | 11 | 29 | 35 | -6   |
| 13   | Chooka Talesh       | 21  | 26 | 4  | 9  | 13 | 22 | 45 | -23  |
| 14   | Irsotter Noshahr P  | 15  | 26 | 3  | 6  | 17 | 22 | 64 | -42  |

|  | Qualification pour la Coupe des clubs champions 2000-2001                           |
|  | Qualification pour la Coupe des Coupes 2000-2001                                    |
|  | Relégation directe en deuxième division                                             |
|  | T : Tenant du titre C : Vainqueur de la Coupe d'Iran P : Promu de deuxième division |

## Bilan de la saison
| Championnat d'Iran de football 1999-2000                        |                          |
| Champion                                                        | Persepolis FC (7e titre) |
| Coupes et trophées                                              |                          |
| Vainqueur de la Coupe d'Iran 1999-2000                          | Esteghlal Teheran        |
| Qualifications continentales                                    |                          |
| Coupe des clubs champions 2000-2001                             | Persepolis FC            |
| Coupe des Coupes 2000-2001                                      | Esteghlal Teheran        |
| Promotions et relégations                                       |                          |
| Promus en Championnat d'Iran de football                        | Esteghlal Rasht          |
| Promus en Championnat d'Iran de football                        | Bargh Chiraz             |
| Relégués en Championnat d'Iran de football de deuxième division | Aboomoslem Mechhad       |
| Relégués en Championnat d'Iran de football de deuxième division | Sanat Naft               |
| Relégués en Championnat d'Iran de football de deuxième division | Chooka Talesh            |
| Relégués en Championnat d'Iran de football de deuxième division | Irsotter Noshahr         |